# Ottmar Liebert
Ottmar Liebert (Köln, 1. veljače 1959.) njemački je gitarist. Njegov skladateljski stil (harmonijski i tehnički) povezan je s flamencom i drugim stilovima. Rođen je u Kölnu a od 1986. živi i radi u Santa Feu. Njegov sastav zove se Luna Negra (Crni mjesec).
2008. je sa skladbom One Guitar nominiran za Grammyja u kategoriji najboljih New Age albuma.
2009. je sa skladbom The Scent of Light ponovo nominiran za Grammyja u kategoriji najboljih New Age albuma.

## Diskografija

### Studisjki albumi
- Marita: Shadows & Storms (1989.)
- Got 2 Go (When Love Calls) (?)
- Nouveau Flamenco (1990.)
- Poets & Angels (1990.)
- Borrasca (1991.)
- Solo Para Ti (1992.)
- Santa Fe (Single) (1993.)
- The Hours Between Night + Day (1993.)
- Euphoria (1995.)
- ¡Viva! (1995.)
- Opium (1996.)
- Leaning Into The Night (1997.)
- Havana Club (Single) (1997.)
- Rumba Collection 1992-1997 (1998.)
- Innamorare - Summer Flamenco (1999.)
- Nouveau Flamenco - 1990-2000 Special Tenth Anniversary Edition (2000.)
- Christmas + Santa Fe (2000.)
- Little Wing (2001.)
- In The Arms Of Love (2002.)
- The Santa Fe Sessions (2003.)
- 3 is 4 Good Luck (2003.)
- Nouveaumatic (2003.)
- La Semana (Digipak/33rd Street) (2004.)
- La Semana (Limited Edition) (2004.)
- Winter Rose: Music Inspired by the Holidays (2005.)
- Tears in the Rain (Listening Lounge only) (2005.)
- One Guitar (2006.)
- Up Close (20 May 2008.)
- The Scent of Light (2008.)
- Petals on the Path (2010.)
- Santa Fe (2011.)
- Dune (2012.)
- Three-oh-five (2014.)

### Greatest hits kompilacije
- Barcelona Nights: The Best Of Ottmar Liebert Volume One - Higher Octave Music (2001.)
- Surrender 2 Love: The Best Of Ottmar Liebert Volume Two - Higher Octave Music (2001.)
- The Best Of Ottmar Liebert - Legacy Recordings (2002.)

### DVD / VHS
- Wide-Eyed & Dreaming (1996. [VHS] / 1999 [DVD])

### Featuring Ottmar Liebert
- Kenny Loggins - Leap of Faith (1991.)
- Goody's - Lonely Chaplin (1992.)
- Edith Piaf Tribute - My Legionaire (1993.)
- Asiabeat - Monsoon (1994.)
- Dan Siegel - Hemispheres (1995.)
- Nestor Torres - Burning Whispers (1995.)
- Diana Ross - Take me Higher (European Release) (1995.)
- Celine Dion - Falling into You (1996.)
- Lavezzimogol - Voci e Chitarre (1997.)
- Leda Battisti - Leda Battisti (1998.)
- James Bobchak - Sundance Flamenco (1999.)
- Alan - Azul (1999.)
- Chuscales - Soul Encounters/Encuentros del Alma (1999.)
- Cusco - Ancient Journeys (2000)
- Jon Gagan - Transit (2004.)
- Jon Gagan - Transit 2 (2006.)
- Stephen Duros - Thira (2006.)
- Leda Battisti - Tu, L'Amore e il Sesso (2007.)

### Ottmar Liebert kao producent
- Chuscales - Soul Encounters / Encuentros Del Alma (1999.)

## Vanjske poveznice
- Službena stranica